# Ballate irlandesi

## Politiche
Nota: è qui riportata solo una piccola parte del vastissimo patrimonio di canzoni irlandesi, tradizionali e d'autore. Si tenga conto che una buona parte del patrimonio di canzoni tradizionali è in lingua irlandese: tali canzoni non sono elencate.

### XVI e XVII secolo
- The Flight of Earls - riguardo alla fuga dei nobili irlandesi dopo la sconfitta inflitta dagli inglesi all'inizio del XVII secolo.
- Follow me up to Carlow - riguardo a Fiach MacHugh O'Byrne e la Seconda Rivolta dei Desmond contro Elisabetta I d’Inghilterra, scritta nel XIX secolo.
- Alasdair MacColla  - canzone datata attorno agli anni 40 del XVII secolo riguardo al soldato Alasdair MacColla. Tuttora suonata dai Capercaillie e dai Clannad.
- Lament for Owen Roe - ballata scritta a metà del XIX secolo riguardo a Owen Roe O'Neill morto nel 1649
- Lilliburlero - Ballata protestante composta per la prima volta negli ultimi anni 80 del XVII secolo, quando stava iniziando la Guerra dei Due Re in Irlanda
- The Boyne Water - canzone datata 1690 riguardo alla battaglia del Boyne
- The Sash song – composta all'inizio del XX secolo riguardo agli eventi degli anni 90 del XVII secolo.
- Derry's Walls -  commemorazione dell'assedio di Derry del 1689.
- Young Ned of the Hill - canzone risalente agli anni '80, commemora il celebre ribelle che si oppose all'invasione di Cromwell nel XVII secolo.

### Ribellione del 1798
Canzoni dalla Ribellione irlandese del 1798:
- Boolavogue - canzone di P.J. McCall (1861-1919) riguardo a Fr. John Murphy, uno dei capi della rivolta del Wexford.
- The Wind that Shakes the Barley- Il rimorso di un giovane nel lasciare la ragazza amata per unirsi alla Società degli Irlandesi Uniti è interrotto quando lei viene uccisa da un proiettile inglese.
- The Rising of the Moon – Questa ballata invoca che la speranza e l'ottimismo vengano fuori allo scoppiare della Ribellione Irlandese del 1789.
- The Croppy Boy – Una delle più tristi tra le canzoni della ribellione del 1798, riguarda il periodo seguente alla soppressione della ribellione e descrive come il clima di repressione spinge parenti e familiari a rifiutare qualsiasi legame pur di condannare i ribelli, per paura di essere giudicati colpevoli per associazione
- The Wearing of the Green – canzone riguardo alla repressione dopo la ribellione
- The Sean-Bhean bhocht – La  "Povera Vecchia Signora", cioè l'Irlanda, sta per essere liberata insieme ai francesi. Anche conosciuta come "The French are on the sea".
- Kelly of Killanne – Famosa ballata di P.J. McCall (1861-1919), racconta le gesta di John Kelly, uno dei più famosi capi della rivolta del Wexford.
- The Liberty Tree – Ballata anonima, elogio della rivoluzione francese.
- Dunlavin Green – Ballata locale scritta in risposta del massacro di 36 prigionieri sospettati di avere simpatie per la Società degli Irlandesi Uniti, a Dunlavin, presso Wicklow, il 24 maggio 1798.
- Roddy McCorley – Famosa ballata di Ethna Carbery che si addolora dell'esecuzione di un giovane ribelle presbiteriano di Antrim; ce n'è anche una versione lealista in cui viene pianta la sua morte, ma viene biasimato per il suo tradimento da parte dei cattolici.
- Races of Castlebar, epico di pilota francese per le strade di Castlebar.
- Tone's Grave – Elogio a Wolfe Tone, capo della Società degli Irlandesi Uniti; la ballata è più comunemente conosciuta come "Bodenstown churchyard", scritta da Thomas Davis, uno dei capi del movimento della Giovane Irlanda.
- Croppies Lie Down – Ballata orangista contro i ribelli irlandesi
- Henry Joy ballad – riguardo al capo della Società degli Irlandesi Uniti Henry Joy McCracken
- Boys of '98 – Tributo agli irlandesi d'America
- The Minstrel Boy - in ricordo di alcuni amici di Thomas Moore che persero la loro vita nella ribellione

### XIX secolo
- A Nation Once Again – L'inno del nazionalismo irlandese del XIX secolo
- The Bold Fenian Men – canzone riguardo ai Feniani del XIX secolo, membri di un'associazione politica per l'emancipazione dell'Irlanda dal governo inglese.
- The Fields of Athenry – Canzone degli anni 80 riguardo alla grande carestia irlandese
- The Finnegan's Wake - ballata popolare della metà del 1800 che ha ispirato il romanzo Finnegans Wake di James Joyce
- God Save Ireland- L'inno del nazionalismo irlandese del XIX secolo
- The Harp that Once (Rang Through Tara's Halls) – inno della Contea di Meath – una delle melodie di Moore
- Arthur McBride - Canzone contro il reclutamento nell'esercito britannico[1].

### XX secolo

#### 1916-62
- Oró Sé do Bheatha 'Bhaile – originariamente un'aria giacobita, è stata in seguito riscritta e popolarizzata dal poeta nazionalista Padraic Pearse.
- Amhrán na bhFiann – o “The Soldier's Song”, canzone di battaglia dei volontari repubblicani irlandesi. Scritta nel 1907, divenne famosa durante la Sollevazione di Pasqua del 1916 e gli scontri davanti alla posta centrale di Dublino. Dal 1927 è l'inno dello Stato Libero d’Irlanda (Éire/Republic of Ireland).
- Come Out Ye Black and Tans – canzone di scherno dei lealisti, scritta da Dominic Behan, fratello di Brendan
- The Foggy Dew – riguardo alla Sollevazione di Pasqua del 1916
- Kevin Barry – riguardo a un giovane studente di medicina e rivoluzionario irlandese, che fu giustiziato in maniera controversa durante la guerra di indipendenza irlandese.
- Salonica  - canzone riguardo alla permanenza forzata degli irlandesi nell'esercito britannico durante la Prima Guerra Mondiale.
- Sean Treacy  - ballata riguardo a un uomo dell'IRA ucciso a Dublino nel 1920
- The Boys of Kilmichael – ballata riguardo all'agguato di Kilmichael del 1920
- The Boys of the Old Brigade – ballata nostalgica riguardo a "the Old IRA"
- Dying Rebel
- The Rifles of the IRA - canzone denigratoria delle "Black and Tans", forze paramiritari lealiste
- The Valley of Knockanure - riguardo a un incidente nel 1921
- Some Say the Devil is Dead - canzone satirica riguardo all'esercito britannico
- The Broad Black Brimmer - scritta da Noel Nagle, membro dei Wolfe Tones, in elogio all'IRA durante la Guerra d'indipendenza del 1919-1921
- Take It Down From The Mast - canzone riguardo alla guerra civile irlandese, esprime una posizione contraria al trattato
- The Old Alarm Clock - canzone di Brendan Behan riguardo alla campagna di sabotaggio condotta dall'IRA nel 1939.
- The Patriot Game - scritta da Dominic Behan riguardo a Fergal O'Hanlon ucciso in azione durante la Border Campaign dell'IRA del 1956-62.
- Sean South of Garryowen - riguardo a Seán South, ucciso nella stessa azione (un attacco alla caserma della Royal Ulster Constabulary di Brookeborough, contea di Fermanagh) di O'Hanlon
- Four Green Fields - canzone folk di Tommy Makem, scritta nel 1967; un'allegoria della separazione dell'Irlanda.
- Hot Asphalt - scritta da Ewan MacColl e resa famosa dai The Dubliners.
- McAlpine's Fusiliers - Scritta da Dominic o da Brendan Behan e resa celebre anch'essa dai The Dubliners; è una delle preferite dai fan.

#### ITroubles(1969-1998)
- Ballad Of Mairead Farrell - canzone di Seanchai & The Unity Squad riguardo a Mairéad Farrell e i due membri dell'IRA uccisi nel 1988 a Gibilterra dal SAS.
- Gibraltar song - canzone in memoria dello stesso episodio.
- Fightin' Men Of Crossmaglen - riguardo ai repubblicani di South Armagh
- Go on Home British Soldiers
- My Little Armalite - canzone dei militanti repubblicani dei primi anni settanta. L'Armalite, o fucile d'assalto AR-15, era l'arma più usata dai cecchini dell'IRA.
- Loughall Martyrs - canzone riguardo a 8 membri dell'IRA uccisi a Loughgall nel 1987
- The Men Behind the Wire - canzone degli anni settanta riguardo ai campi di internamento in Irlanda del Nord.
- Joe McDonnell - canzone su uno dei 10 detenuti repubblicani morti durante lo sciopero della fame del 1981.
- The Boy From Tamglachtduff canzone di Christy Moore su Francis Hughes, uno degli 10 che morirono del secondo sciopero della fame nel 1981

## Non politiche e d'Amore
Nota: è qui riportata solo una piccola parte del vastissimo patrimonio di canzoni irlandesi, tradizionali e d'autore. Si tenga conto che una buona parte del patrimonio di canzoni tradizionali è in lingua irlandese: tali canzoni non sono elencate.
- Are Ye Right There Michael – canzone comica del XIX secolo riguardo a un treno troppo lento sulla ferrovia West Clare che fa arrivare tardi il compositore (Percy French) ad un suo concerto
- As I Roved Out
- The Bard Of Armagh
- Biddy Mulligan – riguardo a una donna di Dublino
- The Black Velvet Band
- Carraigfergus – riguardo alla cittadina di Carraigfergus nella contea di Antrim, in Irlanda del Nord (più frequentemente viene chiamata Carrickfergus secondo l'usanza moderna)
- The Colleen Bawn
- The Contender – riguardo al pugile irlandese degli anni 30 Jack Doyle
- Danny Boy - Tra le più conosciute canzoni irlandesi, sebbene sia stata scritta da un inglese e solo dopo fu trasformata di un'aria irlandese
- The Dawning of the Day – canzone del XIX secolo anche conosciuta come Fáinne Geal an Lae
- Dicey Riley – riguardo al bere
- Down by the Sally Gardens
- Dublin in the Rare Old Times – Canzone degli anni 80 riguardo alla Dublino degli anni 60 (composta da Pete St. John, fu riproposta dai Flogging Molly e dai The Dubliners con il nome di "The Rare Ould Times")
- Fairytale of New York (cantata nel 1988 dai The Pogues e Kirsty MacColl. Composta da Shane MacGowan)
- From Clare to Here – riguardo all'emigrazione
- The Galway Races
- The Galway Shawl
- I'll take you home again, Kathleen
- I'll Tell Me Ma
- Ireland's Call – Inno ufficiale dell'Irish Rugby Football Union, che comprende giocatori provenienti sia dalla Repubblica, sia dall'Irlanda del Nord
- The Irish Rover – canzone riguardo al disastro in mare di un vascello che navigava dall'Irlanda verso le Americhe
- La Jument de Michao
- Killyburn Brae
- Leaving of Liverpool
- Limerick Is Beautiful
- Lily of the West
- The Lonesome Boatman
- A Longford Legend
- The Flower of Sweet Strabane - canzone su una donna della contea di Tyrone
- Mother Macree
- Molly Durkin
- Mursheen Durkin
- Molly – anche conosciuta come Nora, in riferimento a Nora Barnacle, moglie di James Joyce)
- Molly Malone – Inno di Dublino (origini nel XVIII secolo)
- Monto (Take Her Up To Monto) - riguardo al famoso distretto a luci rosse di Dublino, attorno a Montgomery Street.
- On a bright May morning
- The Moonshiner
- The Mountains of Mourne - ballata composta da Percy French riguardo agli emigranti irlandesi a Londra
- The Factory Girl - ballata sull'amore di un borghese per una lavoratrice di fabbrica.
- Nancy Spain
- The Auld Triangle - composta dallo scrittore Brendan Behan, riguardo al suo periodo di prigionia a Mountjoy Prison.
- The Banks Of the Lee - malinconica canzone in cui un uomo piange la morte dell'amante.
- The Old Bog Road
- The Pursuit Of Farmer Michael Hayes - la famosa storia di un contadino che, dopo aver ucciso un proprietario terriero, si rifugia negli USA.
- On Raglan Road
- Paddy On the Railway
- Phil the Fluters Ball - composta da Percy French
- The Rare Auld Mountain Dew - canzone della bevuta dedicata al whiskey distillato.
- Red is the rose
- The Rocky Road to Dublin
- The Rose of Tralee
- Rose of Clare
- Spancill Hill - malinconico canto di un migrante irlandese negli States.
- She Moved Through the Fair - una delle più celebri melodie di Moore del XIX secolo
- Songs of Love - Canzone degli anni novanta del gruppo The Divine Comedy (composta da Neil Hannon)
- Seven Drunken Nights
- The Spanish Lady
- Star of the county down
- Tri Martolod
- The Wild Rover - Canzone che rivisita la parabola del figlio prodigo in chiave folkloristica irlandese
- Whiskey in the Jar